# Lagynochthonius himalayensis
Espèce
Synonymes
- Tyrannochthonius himalayensis Morikawa, 1968

Lagynochthonius himalayensis est une espèce de pseudoscorpions de la famille des Chthoniidae.

## Distribution
Cette espèce se rencontre au Népal, au Bhoutan et au Pakistan.

## Étymologie
Son nom d'espèce lui a été donné en référence au lieu de sa découverte, l'Himalaya.

## Publication originale
- Morikawa, 1968 : On some pseudoscorpions from Rolwaling Himal. Journal of the College of Arts and Sciences Chiba University, vol. 2, no 5, p. 259-263.